# Fritz Wepper

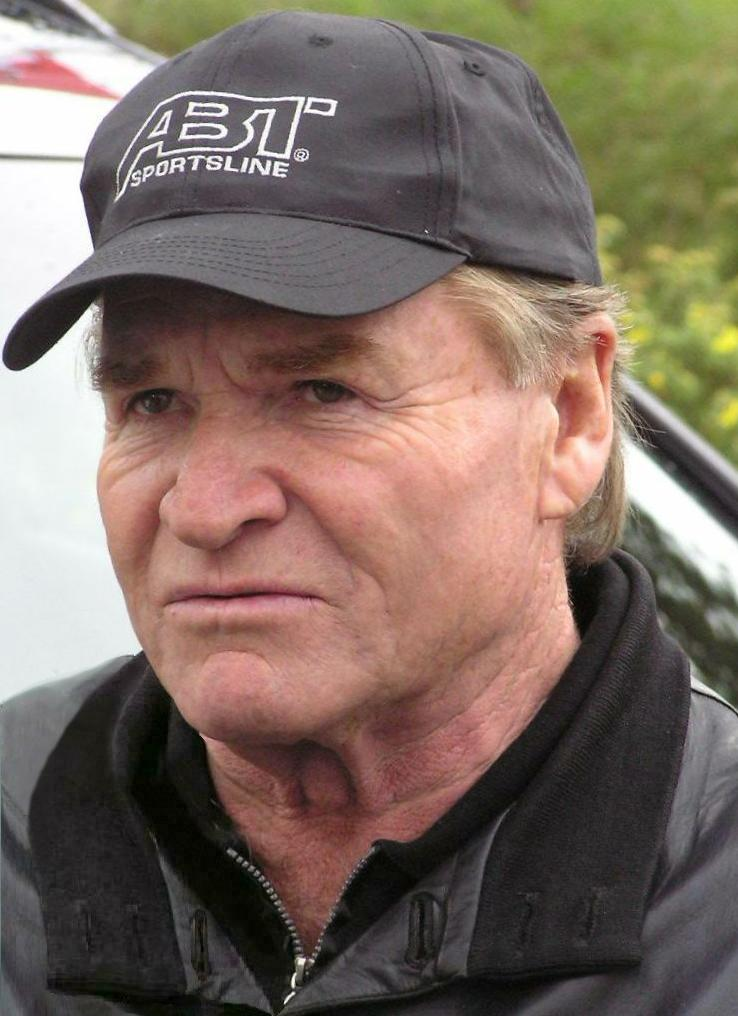
Fritz Wepper (2006)

Fritz Wepper (* 17. August 1941 in München; † 25. März 2024 in Oberbayern) war ein deutscher Schauspieler und Synchronsprecher. International bekannt wurde er 1959 durch den Antikriegsfilm Die Brücke. Seinen Durchbruch hatte er in der Rolle des Assistenten Harry Klein in den Krimiserien Der Kommissar und Derrick. Erfolgreich war er auch mit der Rolle als Bürgermeister in der ARD-Fernsehserie Um Himmels Willen und als Psychiater in der Krimireihe Mord in bester Gesellschaft. Sein filmisches Schaffen umfasst mehr als 110 Film- und Fernsehproduktionen.

## Leben
Fritz Wepper wurde 1941 in München als Sohn des Juristen Friedrich Karl Wepper (* 1916), der seit Anfang 1945 als in Polen vermisst galt, und der Hausfrau Wilhelmine Wepper (1919–2009) geboren. Sein jüngerer Bruder Elmar Wepper (1944–2023) war ebenfalls Schauspieler und Synchronsprecher. Beide Brüder legten das Abitur am Wittelsbacher-Gymnasium München ab.
Ende der 1960er-Jahre hatte Wepper eine Liaison mit der Schauspielerin Iris Berben, die er 1968 bei den Dreharbeiten von Der Mann mit dem Glasauge kennengelernt hatte. Ab 1979 war er mit Angela von Morgen (1942–2019) verheiratet, die aus ihrer ersten Ehe bereits zwei Töchter hatte. Die 1981 geborene gemeinsame Tochter Sophie wurde ebenfalls Schauspielerin. Wepper und seine Frau trennten sich 2009. 

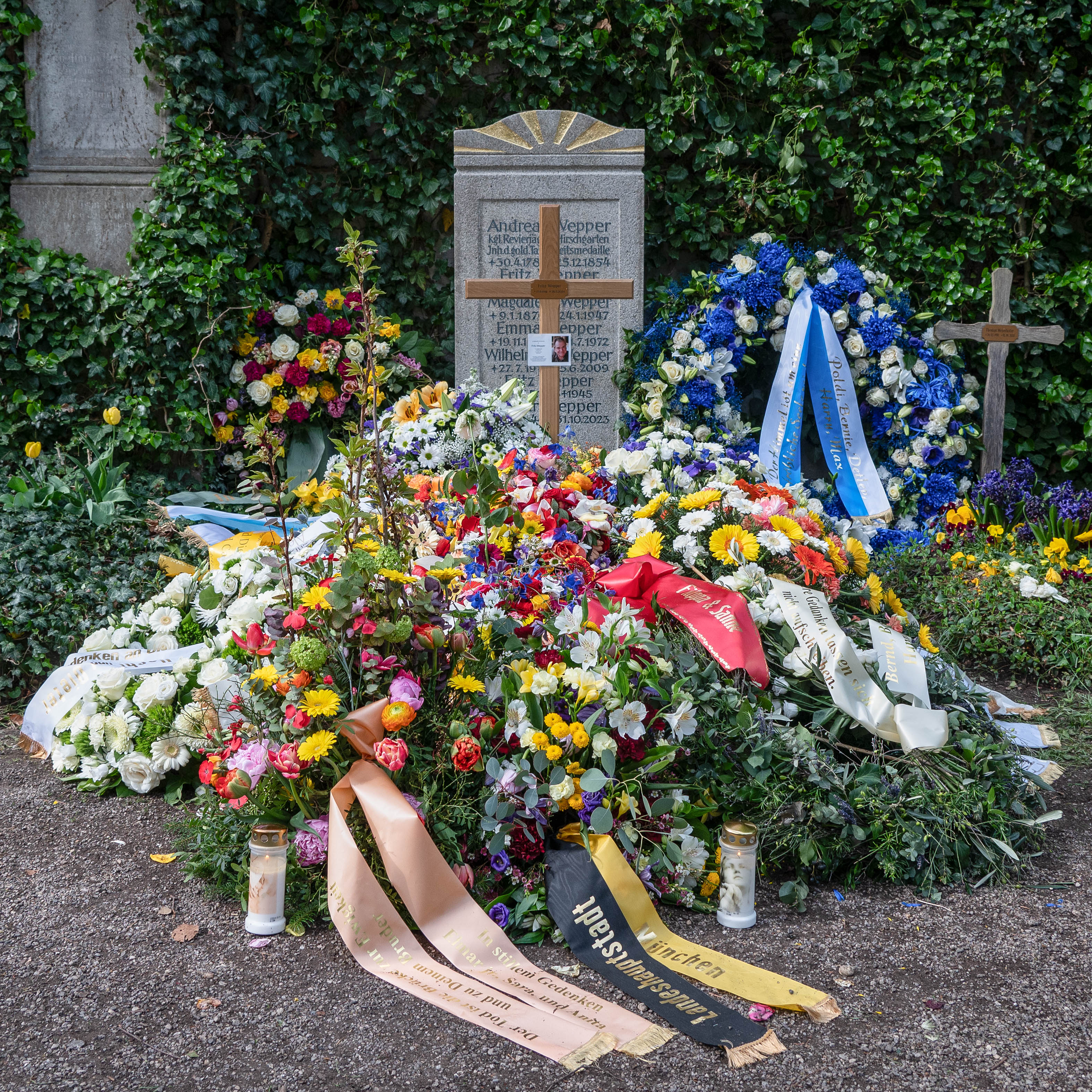
Grab von Fritz Wepper auf dem Friedhof Neuhausen in München

Danach lebte er mit der Kamerafrau und Regisseurin Susanne Kellermann zusammen, mit der er eine Tochter (* 2011) bekam. 2012 trennten sich Wepper und Kellermann, und er kehrte zu seiner Ehefrau Angela zurück, mit der er bis zu ihrem Tod im Januar 2019 zusammenblieb. Im Juli desselben Jahres heiratete er Kellermann.
Fritz Wepper starb am 25. März 2024 nach langer Krankheit im Alter von 82 Jahren in einem Hospiz in Oberbayern. In den Jahren zuvor hatte er gesundheitliche Probleme wie eine Krebserkrankung und eine schwere Herzoperation gehabt; 2023 hatte er eine lebensbedrohliche Sepsis erlitten. Er wurde neben seinem Bruder in einem Familiengrab auf dem Friedhof Neuhausen in München beigesetzt.

## Karriere
Bereits als Neunjähriger wirkte Wepper in diversen Kindersendungen beim Bayerischen Rundfunk mit. Sein Bühnendebüt gab er 1952 in dem Kinderstück Peter Pan am Münchner Staatstheater. Dem schlossen sich weitere Aufführungen am Münchner Jugendtheater an.
Sein Filmdebüt hatte Wepper 1955 in Hermann Kugelstadts Zirkusfilm Der dunkle Stern, in dem er die Nebenrolle des Hansel übernahm. Eine erste größere Rolle erhielt er an der Seite von Bobby Todd und Hans Elwenspoek als Schneiderssohn Michel in dem Märchenfilm Tischlein, deck dich. International bekannt wurde er 1959 durch Bernhard Wickis mehrfach ausgezeichneten Antikriegsfilm Die Brücke, in dem er den 16-jährigen Albert Mutz verkörperte, der kurz vor Kriegsende im April 1945 zusammen mit sechs seiner Freunde zur Wehrmacht einberufen wird. 1964 erhielt Wepper für seine Rolle des Fliegers Philip Sturgess in Rudolf Jugerts Kriegsfilmdrama Kennwort: Reiher das Filmband in Gold als bester Nachwuchsschauspieler. 1968 war er in dem Edgar-Wallace-Film Der Mann mit dem Glasauge in der Rolle des Bruce Sharringham zu sehen. In den 1960er- und 1970er-Jahren war Wepper auch als Synchronsprecher tätig und lieh dabei u. a. Jean-Louis Trintignant oder John Savage seine Stimme.
Seinen endgültigen Durchbruch als Schauspieler und große Popularität erlangte er durch die Rolle des Harry Klein, in der er zunächst von 1969 bis 1974 als Kriminalhauptmeister und sodann als Assistent von Kommissar Keller (Erik Ode) in der ZDF-Krimiserie Der Kommissar zu sehen war. 1974 wechselte Wepper mit dieser Rolle die Serie und spielte sie anschließend im Rang eines Inspektors und Assistenten von Oberinspektor Derrick (Horst Tappert), beginnend mit der Derrick-Folge Waldweg am 20. Oktober 1974. Derrick umfasst 281 Folgen und lief bis 1998. Der Satz „Harry, fahr schon mal den Wagen vor!“ entwickelte sich zu einem geflügelten Wort, obwohl er in der Serie selbst nie so gefallen ist. 2004 lieh Wepper seiner Rollenfigur Harry Klein noch einmal seine Stimme für den Zeichentrickfilm Derrick – Die Pflicht ruft!. In München benannte sich der Club Harry Klein nach der Figur.
1972 spielte Wepper in der Oscar-prämierten Musicalverfilmung Cabaret neben Liza Minnelli unter der Regie von Bob Fosse eine tragende Rolle als jüdischer Lebemann, der sich in der Zeit des wachsenden Antisemitismus in der späten Weimarer Republik zunächst als Christ ausgibt.  Nach dem Film Der letzte Kampf von 1983 war Wepper nicht mehr auf der Kinoleinwand zu sehen, er widmete sich danach vor allem Fernsehrollen.
Von Januar 2002 bis zur Einstellung im Juni 2021 spielte Wepper in der ARD-Fernsehserie Um Himmels Willen die Rolle des Bürgermeisters Wolfgang Wöller, erst zusammen mit Jutta Speidel, die 2007 aus der Serie ausstieg, und ab 2007 mit deren Nachfolgerin Janina Hartwig. Die Serie, in der er mit dubiosen Tricks an das Klostergelände der Nonnen zu gelangen versucht, war über einige Jahre die meistgesehene Fernsehserie im deutschen Fernsehen.
2004 gastierte er einmalig in der Krimireihe Tatort als Sportler Hartmut Utz an der Seite von Charlotte Schwab, die seine Ehefrau spielte, in der Folge Abseits des Leipziger Ermittlerduos Ehrlicher und Kain. Daneben sah man Wepper insbesondere in den 2000er-Jahren auch als Hauptdarsteller diverser Fernsehfilme. Von Februar 2007 bis April 2017 war er als Psychiater Dr. Wendelin Winter an der Seite seiner Tochter Sophie in 15 Folgen der ARD-Krimireihe Mord in bester Gesellschaft zu sehen.
Fritz Wepper stand wiederholt gemeinsam mit seinem Bruder Elmar vor der Kamera, so etwa in dem Film Eine verrückte Familie (1957) sowie in den Fernsehserien Der Kommissar (Folge 71, 1974) und Zwei Brüder (17 Episoden) von 1994 bis 2001. 2003 zählte Wepper zu den Gründungsmitgliedern der Deutschen Filmakademie. Im August 2021 erschien unter dem Titel Ein ewiger Augenblick im Heyne Verlag eine Autobiografie Weppers. Im selben Monat wurde vom Bayerischen Rundfunk die Dokumentation Mein Fritz seiner Ehefrau Susanne Kellermann über sein Leben gezeigt.
Im Oktober 2023 machte Wepper bekannt, dass er nicht mehr als Schauspieler arbeiten werde und sein Rückzug von Anfang 2021 wegen schwerer Erkrankungen damit endgültig sei. Zugleich veröffentlichte er in Zusammenarbeit mit seiner Ehefrau Susanne das Buch Nur mit Hund bin ich ein Mensch.

## Filmografie (Auswahl)
- 1955: Der dunkle Stern
- 1956: Tischlein, deck dich
- 1957: Heute blau und morgen blau
- 1957: Rübezahl – der Herr der Berge
- 1958: Der Pauker
- 1959: Der Engel, der seine Harfe versetzte
- 1959: Die Brücke
- 1960: Mein Schulfreund
- 1961: Frage Sieben (Question 7)
- 1961: Unsere kleine Stadt (Fernsehfilm)
- 1962: Zahlungsaufschub (Fernsehfilm)
- 1963: Flucht der weißen Hengste (Miracle of the White Stallions)
- 1963: Der eingebildete Doktor (Fernsehfilm)
- 1963: Sonderurlaub (Fernsehfilm)
- 1964: Eines schönen Tages (Fernsehfilm)
- 1964: Kennwort: Reiher
- 1965: Die fünfte Kolonne (Fernsehserie, Folge Besuch von drüben)
- 1966: Hinter diesen Mauern (Fernsehfilm)
- 1967: Wenn es Nacht wird auf der Reeperbahn
- 1966–1967: Studenten (Fernsehserie)
- 1968: Der Arzt von St. Pauli
- 1969: Tausendundeine Nacht (Fernsehserie, 1 Folge)
- 1969: Das Go-Go-Girl vom Blow-Up
- 1969: Der Mann mit dem Glasauge
- 1969: Auf der Reeperbahn nachts um halb eins
- 1969–1974: Der Kommissar (Fernsehserie, 66 Folgen)
- 1970: Ohrfeigen (Sprechrolle)
- 1970: Wir hau’n die Pauker in die Pfanne
- 1970: Schmetterlinge weinen nicht
- 1970: Nachbarn sind zum Ärgern da
- 1971: Olympia – Olympia (Fernsehfilm)
- 1972: Cabaret
- 1972: Sie nannten ihn Krambambuli
- 1972: Der Ehefeind
- 1974: Zinngeschrei (Fernsehfilm)
- 1974–1998: Derrick (Fernsehserie, 281 Folgen)
- 1977: Die Fälle des Herrn Konstantin (Fernsehserie, 2 Folgen)
- 1983: Der letzte Kampf
- 1994–2001: Zwei Brüder (Fernsehserie, 17 Folgen)
- 1995: Tierärztin Christine II: Die Versuchung (Fernsehfilm)
- 1995: Zwischen Tag und Nacht (Fernsehserie)
- 1995: Drei in fremden Kissen (Fernsehfilm)
- 1996: Drei in fremden Betten (Fernsehfilm)
- 1999: Die blaue Kanone (Fernsehfilm)
- 1999: Evelyn Hamanns Geschichten aus dem Leben (Fernsehserie, 3 Folgen)
- 2000: Das Traumschiff: Traumschiff 2000 – Bali (Fernsehreihe)
- 2001: Zum Glück verrückt – eine unschlagbare Familie
- 2001: Vera Brühne (Fernsehfilm)
- 2001: Mord im Orient-Express (Murder on the Orient Express, Fernsehfilm)
- 2002: Der Bulle von Tölz: Mord mit Applaus (Fernsehreihe)
- 2002: Hochwürden wird Papa (Fernsehfilm)
- 2002–2021: Um Himmels Willen (Fernsehserie, 264 Folgen)
- 2003: Drei unter einer Decke (Fernsehfilm)
- 2003: In aller Freundschaft (Fernsehserie, Folge 175 Eifersucht)
- 2004: Derrick – Die Pflicht ruft! (Zeichentrickfilm: Stimme von Harry Klein)
- 2004: Ein Gauner Gottes (Fernsehfilm)
- 2004: Ein Engel namens Hans-Dieter (Fernsehfilm)
- 2004: Männer im gefährlichen Alter (Fernsehfilm)
- 2004: Das Traumschiff: Samoa (Fernsehreihe)
- 2004: Tatort: Abseits (Fernsehreihe)
- 2005: Unter weißen Segeln – Odyssee der Herzen (Fernsehreihe)
- 2005: Nicht ohne meinen Schwiegervater (Fernsehfilm)
- 2006: Das Weihnachts-Ekel (Fernsehfilm)
- 2006: Nicht ohne meine Schwiegereltern (Fernsehfilm)
- 2006: Kurhotel Alpenglück (Fernsehfilm)
- 2007: Rikets røst (Fernsehserie, 3 Folgen)
- 2007: Ein unverbesserlicher Dickkopf (Fernsehfilm)
- 2007–2017: Mord in bester Gesellschaft (Fernsehreihe, 15 Folgen)
- 2008: Das Traumhotel – Karibik (Fernsehreihe)
- 2008: Unser Mann im Süden (Fernsehserie, 4 Folgen)
- 2008: Alter vor Schönheit (Fernsehfilm)
- 2009: Baby frei Haus (Fernsehfilm)
- 2010: Gräfliches Roulette (Fernsehfilm)
- 2010: Vater aus heiterem Himmel (Fernsehfilm)
- 2011: Lindburgs Fall (Fernsehfilm)
- 2012: Das Traumschiff: Bali (Fernsehreihe)
- 2012: Alles außer Liebe (Fernsehfilm)
- 2014: Alte Freunde (Gamle venner, Kurzfilm)

## Auszeichnungen
- Bambi: 1970, 1971, 1972, 1975, 1990, 2010
- 1964: Filmband in Gold als bester Nachwuchsschauspieler in Kennwort: Reiher
- 1971: Silberner Bravo Otto TV-Star männlich
- 1981: Goldene Kamera für 157 Assistentenrollen in Derrick
- 1990: Romy Beliebtester Nebendarsteller
- 2002: Goldene Europa
- 2003: Deutscher Fernsehpreis Bester Schauspieler in einer Hauptrolle – Serie für Um Himmels Willen
- 2004: Karl-Valentin-Orden
- 2006: Bayerischer Fernsehpreis Beste Seriendarsteller für Um Himmels Willen
- 2010: Goldene Henne Leserpreis Schauspiel für Um Himmels Willen
- 2019: Bayerischer Fernsehpreis für sein Lebenswerk[18]
- 2019: Askania Award (Askania Lebenswerk Award)
- 2022: Bayerischer Verdienstorden[19]

## Publikationen
- Fritz Wepper: Ein ewiger Augenblick. Heyne Verlag, München 2021, ISBN 978-3-453-21819-2.
- Fritz Wepper,  Susanne Kellermann: Nur mit Hund bin ich ein Mensch, Goldegg Verlag, Wien 2023, ISBN 978-3-99060-361-1.[20]